# لاورن جونز-فریت
لاورن جونز-فریت (انگلیسی: LaVerne Jones-Ferrette؛ زادهٔ ۱۵ سپتامبر ۱۹۸۱ در فردریکستد) دونده رشته دو سرعت اهل جزایر ویرجین ایالات متحده آمریکا است که در بازی‌های آمریکای مرکزی و کارائیب موفق به کسب مدال نقره رشته ۱۰۰ متر شد.